# Canton de Morsang-sur-Orge
Le canton de Morsang-sur-Orge est une ancienne division administrative et circonscription électorale française située dans le département de l’Essonne et la région Île-de-France.

## Géographie

### Situation
| Type d’occupation           | Pourcentage | Superficie (en hectares) |
| --------------------------- | ----------- | ------------------------ |
| Espace urbain construit     | 55,8 %      | 600,79                   |
| Espace urbain non construit | 11,3 %      | 122,17                   |
| Espace rural                | 32,9 %      | 353,91                   |
| Source : Iaurif             |             |                          |

Le canton de Morsang-sur-Orge était organisé autour de la commune de Morsang-sur-Orge dans l’arrondissement d'Évry. Son altitude variait entre trente-six mètres à Morsang-sur-Orge et cent un mètres à Fleury-Mérogis, pour une altitude moyenne de quatre-vingt-neuf mètres.

### Composition
Le canton de Morsang-sur-Orge comptait deux communes :
| Communes         | Population (2012) | Code postal | Code Insee  |
| ---------------- | ----------------- | ----------- | ----------- |
| Fleury-Mérogis   | 9 121 hab.        | 91700       | 91 2 31 235 |
| Morsang-sur-Orge | 20 944 hab.       | 91390       | 91 2 31 434 |

### Démographie
| 1968 | 1975   | 1982   | 1990   | 1999   | 2006   | 2010   |
| ---- | ------ | ------ | ------ | ------ | ------ | ------ |
| -    | 26 707 | 27 751 | 29 078 | 28 409 | 30 884 | 30 065 |

### Pyramide des âges
| Hommes | Classe d’âge | Femmes |
| ------ | ------------ | ------ |
| 0,1    | 90 ans ou +  | 0,5    |
| 3,2    | 75 à 89 ans  | 5,2    |
| 8,3    | 60 à 74 ans  | 11,9   |
| 17,4   | 45 à 59 ans  | 19,6   |
| 25,9   | 30 à 44 ans  | 23,9   |
| 26,5   | 15 à 29 ans  | 18,8   |
| 18,6   | 0 à 14 ans   | 20,1   |

| Hommes | Classe d’âge | Femmes |
| ------ | ------------ | ------ |
| 0,3    | 90 ans ou +  | 0,8    |
| 4,4    | 75 à 89 ans  | 6,7    |
| 11,3   | 60 à 74 ans  | 11,9   |
| 19,9   | 45 à 59 ans  | 20,0   |
| 21,9   | 30 à 44 ans  | 21,4   |
| 20,6   | 15 à 29 ans  | 19,2   |
| 21,7   | 0 à 14 ans   | 20,0   |

## Historique
Le canton de Morsang-sur-Orge a été créé par le décret ministériel no 75-1116 du 7 décembre 1975 par démembrement du canton de Viry-Châtillon, il comportait alors les communes de Fleury-Mérogis, Grigny et Morsang-sur-Orge. Un nouveau décret daté du 24 janvier 1985 lui a soustrait la commune de Grigny qui forme seule depuis le canton de Grigny.

## Représentation

### Conseillers généraux du canton de Morsang-sur-Orge
| Période | Période | Identité            | Étiquette | Qualité |
| ------- | ------- | ------------------- | --------- | --- |
| 1976    | 1992    | Geneviève Rodriguez | PCF       | Maire de Morsang-sur-Orge (1965-1996) |
| 1992    | 1998    | Antoine Charrin     | UDF-PR    | Conseiller municipal de Morsang-sur-Orge Vice-Président du Conseil général                                                                                           |
| 1998    | 2015    | Marjolaine Rauze    | PCF       | Rédactrice territoriale Maire de Morsang-sur-Orge depuis 1996, troisième vice-présidente du conseil général Elue en 2015 dans le Canton de Sainte-Geneviève-des-Bois |

### Résultats électoraux
Élections cantonales, résultats des deuxièmes tours :
- Élections cantonales de 1992 : 50,62 % pour Antoine Charrin (UDF), 49,38 % pour Geneviève Rodriguez (PCF), 69,89 % de participation[9].
- Élections cantonales de 1998 : 67,60 % pour Marjolaine Rauze (PCF), 32,40 % pour René Delmas (FN), 52,05 % de participation[10].
- Élections cantonales de 2004 : 62,84 % pour Marjolaine Rauze (PCF), 37,16 % pour Laurence Gaudin (UMP), 63,08 % de participation[11].
- Élections cantonales de 2011 : 68,58 % pour Marjolaine Rauze (PCF), 31,42 % pour René Delmas (FN), 41,16 % de participation[12].

## Économie

### Emplois, revenus et niveau de vie
| Répartition des emplois par catégories socioprofessionnelles en 2006. |              |                                           |                                                   |                            |                          |                           |
|                                                                       | Agriculteurs | Artisans, commerçants, chefs d’entreprise | Cadres et professions intellectuelles supérieures | Professions intermédiaires | Employés                 | Ouvriers                  |
| Canton de Morsang-sur-Orge                                            | 0,0 %        | 4,1 %                                     | 10,9 %                                            | 23,5 %                     | 38,3 %                   | 23,1 %                    |
| Département de l’Essonne                                              | 0,2 %        | 4,5 %                                     | 22,1 %                                            | 27,7 %                     | 27,6 %                   | 17,9 %                    |
| Moyenne nationale                                                     | 2,2 %        | 6,0 %                                     | 15,4 %                                            | 24,6 %                     | 28,7 %                   | 23,2 %                    |
| Répartition des emplois par secteurs d’activités en 2006.             |              |                                           |                                                   |                            |                          |                           |
|                                                                       | Agriculture  | Industrie                                 | Construction                                      | Commerce                   | Services aux entreprises | Services aux particuliers |
| Canton de Morsang-sur-Orge                                            | 0,2 %        | 6,5 %                                     | 5,9 %                                             | 12,1 %                     | 8,0 %                    | 4,5 %                     |
| Département de l’Essonne                                              | 0,8 %        | 11,5 %                                    | 6,1 %                                             | 15,4 %                     | 18,8 %                   | 6,4 %                     |
| Moyenne nationale                                                     | 3,5 %        | 15,2 %                                    | 6,4 %                                             | 13,3 %                     | 13,3 %                   | 7,6 %                     |
| Sources : Insee,                                                      |              |                                           |                                                   |                            |                          |                           |

## Pour approfondir

## Sources
1. ↑  Fiche multicommunale d’occupation des sols en 2008 sur le site de l’Iaurif. Consulté le 17/11/2010.
2. ↑  Évolution démographique cantonale sur le site de l’Insee. Consulté le 21/05/2009.
3. ↑  Données démographiques cantonales 2006 sur le site de l’Insee. Consulté le 21/05/2009.
4. ↑  Population légale 2010 sur le site de l’Insee. Consulté le 31/12/2012.
5. ↑  Pyramide des âges cantonale 2009 sur le site de l’Insee. Consulté le 08/07/2012.
6. ↑  Pyramide des âges de l’Essonne en 2009 sur le site de l’Insee. Consulté le 07/07/2012.
7. ↑  Texte du décret du 7 décembre 1975 portant création du canton de Morsang-sur-Orge sur le site legifrance.gouv.fr Consulté le 21/05/2009.
8. ↑  Texte du décret du 24 janvier 1985 portant modification des limites cantonales sur le site legifrance.gouv.fr Consulté le 21/05/2009.
9. ↑  Résultats de l’élection cantonale 1992 sur le site du Figaro. Consulté le 20/10/2009.
10. ↑  Résultats de l’élection cantonale 1998 sur le site du Figaro. Consulté le 20/10/2009.
11. ↑  Résultats de l’élection cantonale 2004 sur le site du ministère de l’Intérieur. Consulté le 21/05/2009.
12. ↑  Résultats de l’élection cantonale 2011 sur le site du ministère de l’Intérieur. Consulté le 02/04/2011.
13. ↑  Rapport statistique cantonal sur le site de l’Insee. Consulté le 28/04/2010.
14. ↑  Rapport statistique départemental sur le site de l’Insee. Consulté le 16/08/2009.
15. ↑  Rapport statistique national sur le site de l’Insee. Consulté le 05/07/2009.